# 中央军委机关事务管理总局营房局
中央军委机关事务管理总局营房局，总部位于北京市，是中央军委机关事务管理总局下属局，负责中央军委机关及其附属、直属单位的营房工作。

## 沿革
在深化国防和军队改革中，2016年1月组建中央军委机关事务管理总局。中央军委机关事务管理总局新设中央军委机关事务管理总局营房局。营房局首任局长为陈军栋，首任总工程师为李仁林。

## 历任领导
| 中央军委机关事务管理总局营房局局长 1. 陈军栋（2016年—） 中央军委机关事务管理总局营房局总工程师 1. 李仁林（2016年—） | 中央军委机关事务管理总局营房局副局长 |